# Georg Zwanowetz
Georg Zwanowetz (* 4. Februar 1919 in Janowitz, Bezirk Rýmařov, Tschechoslowakei; † 16. Mai 2002 in Innsbruck) war ein österreichischer Historiker mit dem Schwerpunkt in der Wirtschafts- und Sozialgeschichte.

## Leben
Zwanowetz wurde 1919 als Sohn eines obersten Richters geboren. Er studierte von 1937 bis 1939 Geschichte und Germanistik an den Universitäten Kiel und Wien. Im Zweiten Weltkrieg wurde er 1944 schwer verwundet. 1954 wurde er an der Universität Innsbruck mit einer Arbeit zur Finanzgeschichte des 18. Jahrhunderts im Habsburgerreich („Die Finanzgebarung und Finanzverrechnung der Stadt Wien in der ersten Hälfte der Regierungszeit Maria Theresias (1740–1760)“) promoviert. Seit 1955 war er Assistent und habilitierte sich 1964 mit einer Studie zur Tiroler Eisenbahngeschichte. Er lehrte anschließend als Universitätsprofessor in Innsbruck.
Zwanowetz forschte zur österreichischen Wirtschafts-, insbesondere Verkehrsgeschichte.

## Schriften (Auswahl)
Monografien
- Die Anfänge der Tiroler Eisenbahngeschichte. Ein Beitrag zur Verkehrs- und Wirtschaftsgeschichte Österreichs in den Jahren 1835 bis 1859 (= Tiroler Wirtschaftsstudien. Folge 12). Universitätsverlag Wagner, Innsbruck 1962.
- Das Straßenwesen Tirols seit der Eröffnung der Eisenbahn Innsbruck-Kufstein (1858). Dargestellt unter Berücksichtigung der regionalen Bahnbaugeschichte (= Tiroler Wirtschaftsstudien. Folge 11). Universitätsverlag Wagner, Innsbruck 1986, ISBN 3-7030-0165-8.

Mitherausgeberschaften
- Beiträge zur geschichtlichen Landeskunde Tirols. Festschrift für Franz Huter anläßlich der Vollendung des 60. Lebensjahres. Dargebracht von Kollegen und Schülern. Universitätsverlag Wagner, Innsbruck 1959.
- Neue Beiträge zur geschichtlichen Landeskunde Tirols. Festschrift für Univ.-Prof. Dr. Franz Huter anlässlich der Vollendung des 70. Lebensjahres. Dargebracht von Kollegen, Schülern und dem Verlag (= Tiroler Wirtschaftsstudien. Folge 26). 2 Teile, Universitätsverlag Wagner, Innsbruck/München 1969.
- mit Franz Huter, Franz Mathis (Hrsg.): Erzeugung, Verkehr und Handel in der Geschichte der Alpenländer. Festschrift für Herbert Hassinger anläßlich der Vollendung des 65. Lebensjahres. Innsbruck 1977, ISBN 3-7030-0041-4.